# Dol pri Borovnici
Dol pri Borovnici este o localitate din comuna Borovnica, Slovenia, cu o populație de 438 de locuitori.